# حدث ذات مرة في هوليوود
حدث ذات مرة في هوليوود (بالإنجليزية: Once Upon a Time in Hollywood)‏ هو فيلم دراما أمريكي عرض سنة 2019، الفيلم من كتابة وإخراج كوينتن تارانتينو، ومن بطولة نخبة من النجوم، من بينهم ليوناردو دي كابريو وبراد بيت وآل باتشينو ومارجوت روبي. عرض لأول مرة في مهرجان كان السينمائي عام 2019 وعرض في دور العرض بتاريخ 23 أغسطس 2019.

## قصة الفيلم
يحاول ممثل تلفزيوني خبت سنوات نجوميته وتألقه بمعاونة دوبليره الذي يساعده في المشاهد الخطرة أن يحققا شيء من الشهرة والنجاح في عالم صناعة السينما خلال العصر الذهبي لهوليوود في عام 1969 بالتزامن مع بدء نشاط القاتل الشهير تشارلز مانسون.

## روابط خارجية
- حدث ذات مرة في هوليوود على موقع IMDb (الإنجليزية)
- حدث ذات مرة في هوليوود على موقع ميتاكريتيك (الإنجليزية)
- حدث ذات مرة في هوليوود على موقع روتن توميتوز (الإنجليزية)
- حدث ذات مرة في هوليوود على موقع نتفليكس (الإنجليزية)
- حدث ذات مرة في هوليوود على موقع قاعدة بيانات الأفلام العربية
- حدث ذات مرة في هوليوود على موقع ألو سيني (الفرنسية)
- حدث ذات مرة في هوليوود على موقع Turner Classic Movies (الإنجليزية)
- حدث ذات مرة في هوليوود على موقع أول موفي (الإنجليزية)
- حدث ذات مرة في هوليوود على موقع بوكس أوفيس موجو (الإنجليزية)
- حدث ذات مرة في هوليوود على موقع فيلمافينيتي (الإسبانية)